# Artillerierechner Typ BUM
Der Artillerierechner BUM war das erste elektronische Feuerleitrechengerät für die Brigadeartillerie im Heer der Bundeswehr.
Die Ermittlung der Feuerkommandos wurde durch die Einführung dieses Analogrechners erheblich beschleunigt. Seine Nutzung führte zu genaueren Ergebnissen, da auf das Anlegen und Führen eines Feuerleitplans verzichtet werden konnte. Nur die Schusswerteverbesserung für die Erddrehung musste noch der Schusstafel entnommen werden. Der Rechenzettel für die Bildung des Feuerkommandos blieb in Anwendung.
Der transportable Rechner (Gewicht: 49 kg) enthielt nur je ein ballistisches Programm für je eine bestimmte Geschützart:
- BUM 11 für PzH 155 mm, M109G
- BUM 12 für FH 105 mm (L)
- BUM 13 für GebH 105 mm.

Durch ein 30 m langes Stromversorgungskabel (24 V) konnte der Rechner auch abgesetzt vom Feuerleitpanzer betrieben werden.